# Ligne 8 du métro de Berlin
Pour les articles homonymes, voir Ligne 8 et U8.
La ligne 8 du métro de Berlin (U-Bahnlinie 8 ou U8) fait partie du réseau du métro de Berlin. Elle relie la station Wittenau au nord dans le quartier du même nom à la station Hermannstraße au sud dans le quartier de Neukölln.
Son premier tronçon fut inauguré en 1927. La ligne compte actuellement 24 stations pour une longueur de 18,04 km parcouru en 38 minutes à une vitesse moyenne de 30,1 km/h.

## Histoire

### Chronologie
- 1902 : La Continentale Gesellschaft für elektrische Unternehmungen présente à la municipalité de Berlin un projet du monorail suspendu de Gesundbrunnen à Neukölln
- 1907 : La Allgemeine Elektricitäts-Gesellschaft (AEG) propose un tracé.
- 1912 - 1919 : La AEG commence les travaux puis les abandonnent pour cause de banqueroute.
- 1926 : Début des travaux de la ligne de métro GN (pour Gesundbrunnen-Neukölln).
- 17 juillet 1927 : Ouverture du tronçon Schönleinstraße - Boddinstraße
- 12 février 1928 : Prolongement au nord jusqu'à Kottbusser Tor
- 6 avril 1928 : Prolongement au nord jusqu'à Heinrich-Heine-Straße
- 4 août 1929 : Prolongement au sud jusqu'à Leinestraße
- 18 avril 1930 : Prolongement au nord jusqu'à Gesundbrunnen
- 2 octobre 1977 : Prolongement au nord jusqu'à Osloer Straße
- 27 avril 1987 : Prolongement au nord jusqu'à Paracelsus-Bad
- 24 septembre 1994 : Prolongement au nord jusqu'à Wittenau
- 13 juillet 1996 : Prolongement au sud jusqu'à Hermannstraße

Entre la construction du Mur de Berlin en 1961 et la réunification en 1990, les stations de la section traversant Berlin-Est comprise entre celle de Voltastraße et Moritzplatz furent fermées. Ainsi, les rames circulaient sans arrêt dans ces stations dites « fantômes » sur les quais desquelles des policiers de l'Est patrouillaient pour dissuader tout occidental de descendre en cas d'arrêt de la rame, et pour empêcher tout Berlinois de l'Est d'essayer de monter.

## Les stations

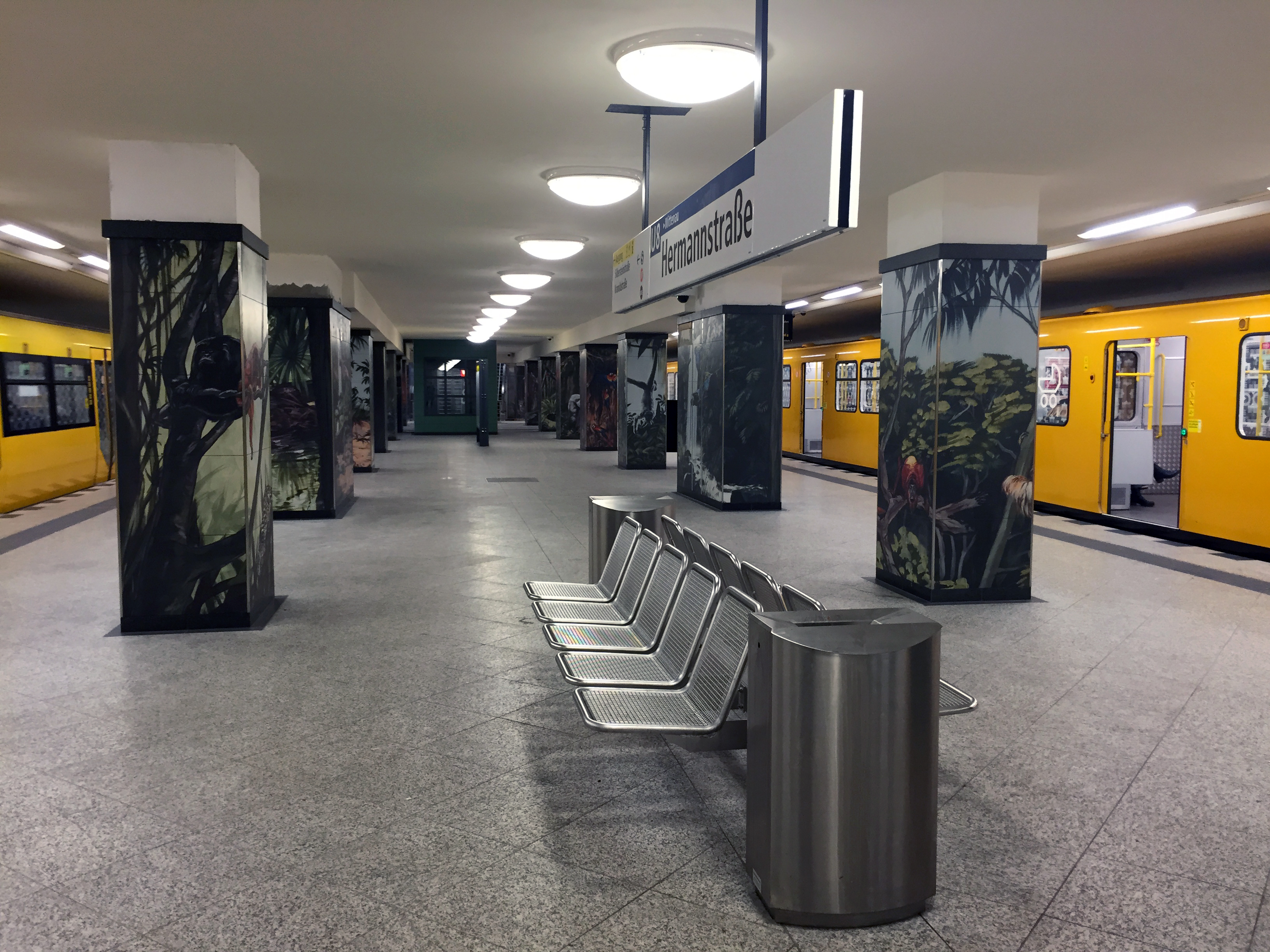
Hermannstraße et son large quai central doté de piliers évoquant une jungle urbaine depuis la restauration de la station mi-2015.

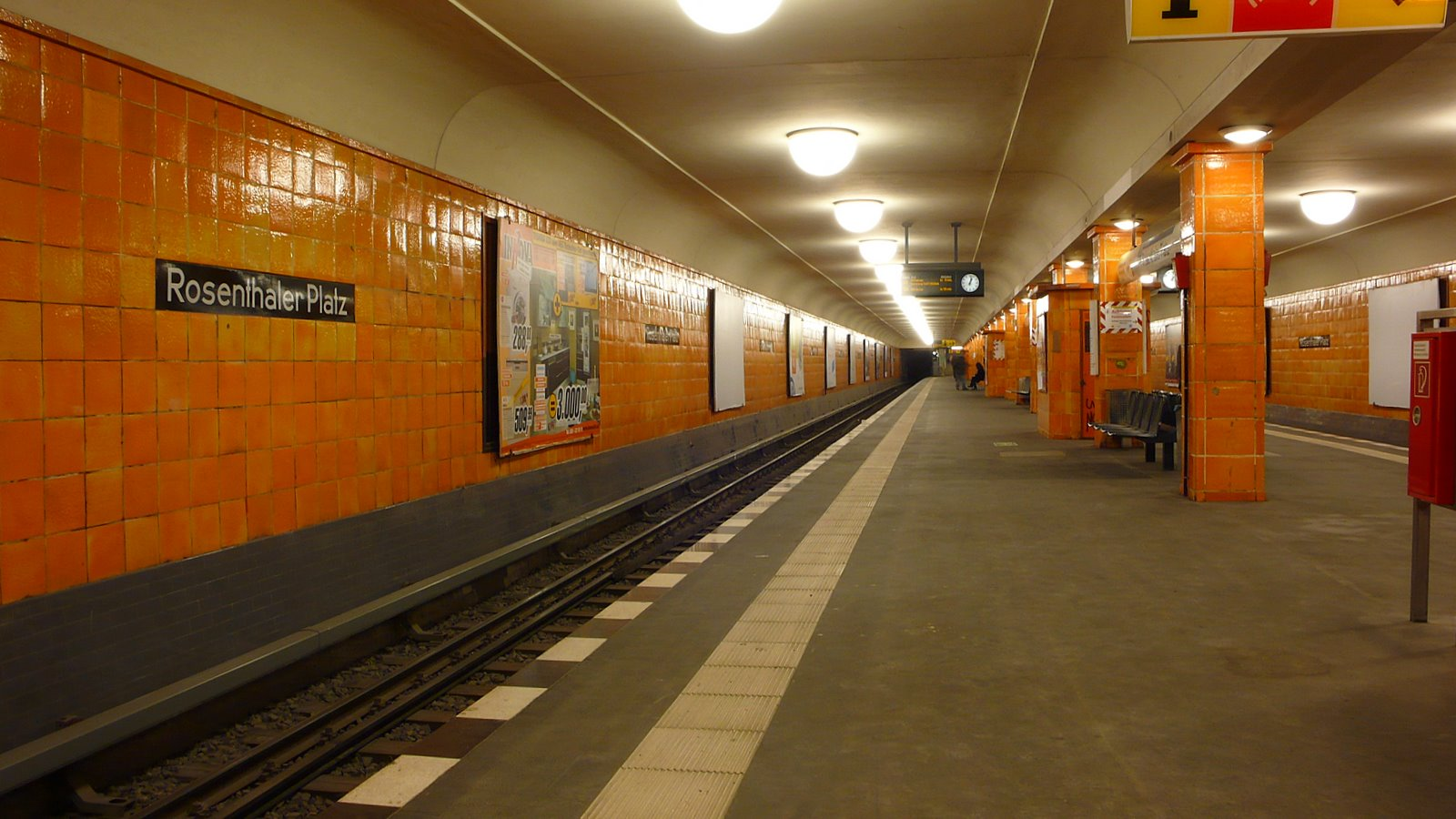
Le quai de la Rosenthaler Platz.

En partant de l'extrémité nord de la ligne 8 (Les stations en gras servent de départ ou de terminus à certaines missions) : 
| PK   |  |   |  | Station                           | Quartier      | Correspondance |
| ---- |  | - |  | --------------------------------- | ------------- | -------------- |
| 17,2 |  |   |  | Rebroussement                     |               |                |
| 16,6 |  | o |  | Wittenau                          | Wittenau      |                |
| 15,5 |  | • |  | Rathaus Reinickendorf             | Wittenau      |                |
| 14,3 |  | o |  | Karl-Bonhoeffer-Nervenklinik      | Wittenau      |                |
| 13,7 |  | • |  | Lindauer Allee                    | Reinickendorf |                |
| 13,0 |  | • |  | Paracelsus-Bad                    | Reinickendorf |                |
| 12,1 |  | • |  | Residenzstraße                    | Reinickendorf |                |
| 11,3 |  | • |  | Franz-Neumann-Platz Am Schäfersee | Reinickendorf |                |
| 10,3 |  | o |  | Osloer Straße                     | Gesundbrunnen |                |
| 9,5  |  | • |  | Pankstraße                        | Gesundbrunnen |                |
| 8,9  |  | o |  | Gesundbrunnen                     | Gesundbrunnen |                |
| 8,1  |  | • |  | Voltastraße                       | Gesundbrunnen |                |
| 7,5  |  | o |  | Bernauer Straße                   | Mitte         |                |
| 6,6  |  | o |  | Rosenthaler Platz                 | Mitte         |                |
| 6,0  |  | o |  | Weinmeisterstraße                 | Mitte         |                |
| 5,2  |  | o |  | Alexanderplatz                    | Mitte         |                |
| 4,5  |  | o |  | Jannowitzbrücke                   | Mitte         |                |
| 3,9  |  | • |  | Heinrich-Heine-Straße             | Kreuzberg     |                |
| 3,1  |  | • |  | Moritzplatz                       | Kreuzberg     |                |
| 2,2  |  | o |  | Kottbusser Tor                    | Kreuzberg     |                |
| 1,5  |  | • |  | Schönleinstraße                   | Kreuzberg     |                |
| 0,7  |  | o |  | Hermannplatz                      | Neukölln      |                |
| 0,0  |  | • |  | Boddinstraße Origine du chaînage  | Neukölln      |                |
| 0,8  |  | • |  | Leinestraße                       | Neukölln      |                |
| 1,4  |  | o |  | Hermannstraße                     | Neukölln      |                |
| 1,7  |  |   |  | Rebroussement                     |               |                |

### Stations ayant changé de nom
- Neanderstraße est devenue Heinrich-Heine-Straße le 31 août 1960
- Kottbuser Tor est devenue Kottbusser Tor en 1932
- De 1951 à 1992, Schönleinstraße s'appelait Kottbusser Damm

### Tourisme
La ligne 8 dessert de nombreux lieux caractéristiques importants de la ville de Berlin. Parmi les principaux lieux, du nord au sud, on peut citer :
- Le parc de Wittenau (Volkspark Wittenau) à la station Wittenau ;
- L'hôtel de ville de Reinickendorf (Rathaus Reinickendorf) à la station Rathaus Reinickendorf ;
- L'ancienne clinique psychiatrique Karl Bonhoeffer (Karl-Bonhoeffer-Nervenklinik) à la station Karl-Bonhoeffer-Nervenklinik ;
- Le lotissement « Ville blanche » (Weiße Stadt) à la station Paracelsus-Bad' ;
- Le jardin public Humboldthain à la station Gesundbrunnen ;
- L'hôpital juif de Berlin (Jüdisches Krankenhaus) à la station Gesundbrunnen ;
- Le Mémorial du mur de Berlin à la station Bernauer Straße ;
- Le parc du vignoble (Volkspark am Weinberg) à la station Rosenthaler Platz ;
- Le vieux cimetière juif (Alte Jüdische Friedhof) à la station Weinmeisterstraße ;
- Le Hackesche Höfe sont un ensemble de cours intérieures et de passages sous voûtes à proximité de la station Weinmeisterstraße ;
- La Tour télévision (Fernsehturm) à la station Alexanderplatz ;
- La Maison de l'Enseignant (Haus des Lehrers) à la station Alexanderplatz ;
- L'hôtel de ville de Berlin (Rotes Rathaus) à la station Alexanderplatz ;
- L'horloge universelle Urania (Urania-Weltzeituhr) à la station Alexanderplatz ;
- Le Trias est le siège de la Berliner Verkehrsbetriebe à la station Jannowitzbrücke ;
- L'Église évangélique luthérienne de Berlin (Evangelisch-Lutherische Kirche) à la station Heinrich-Heine-Straße ;
- Le parc de Cölln (Köllnischer Park) à la station Heinrich-Heine-Straße ;
- L'Église Saint-Michel de Berlin (Sankt-Mikael-Kirche) à la station Heinrich-Heine-Straße ;
- Le jardin public de la lande des lièvres (Volkspark Hasenheide), son point culminant à Rixdorfer Höhe et le Monument à la mémoire des femmes des décombres (Denkmal für die Berliner Trümmerfrauen) à la station Hermannplatz

## Desserte
| Tronçon | Période de pointe | Période normale | Période creuse |
| --- | ----------------- | --------------- | -------------- |
| Hermannstraße ↔ Osloer Straße | 5 min             | 5 min           | 10–20 min      |
| Osloer Straße ↔ Wittenau | 5–10 min          | 10 min          | 10–20 min      |
| Dans les nuits du vendredi au samedi et du samedi au dimanche, les rames circulent sur l'U8 dans une cadence de 15 minutes entre 0h30 et 4h30. En semaine, le bus de nuit N8 remplace le métro sur un parcours presque identique : Märkisches Viertel, Wilhelmsruher Damm – U Hermannstraße. |                   |                 |                |